# 黃文炳 (水滸傳)
黃文炳，《水滸傳》中虛構人物。江州無為軍一名賦閒通判，雖有才能但心胸狹隘，趨炎附勢且刻薄惡毒，綽號"黃蜂刺"。

## 出場
一心想飛黃騰達的黃文炳發現宋江於潯陽樓題反詩後，見機不可失便主動告發，欲以宋江人頭作為自己升官的臺階，故處心機慮欲置宋江於死地，又識破戴宗傳遞假信，建議蔡得章以「妄造妖言，通同賊寇」為名處決二人。後梁山好漢劫法場，救出二人。

## 結局
宋江惱怒黃文炳與自己無冤無仇卻一心想害死自己，夥同托塔天王晁蓋及梁山二十八名好漢火燒其居，血洗其府，全家只剩宅心仁厚、綽號"黃佛子"的哥哥黃文樺得以倖免。其則於慌急將歸時，被張順活捉，遭李逵凌遲，烤來下酒。最后肉割得干干净净，才取心肝做醒酒汤。
此次聚會參加的人數共三十人。
- 江州嘉賓十三人：及時雨宋江，黑旋風李逵，神行太保戴宗，混江龍李俊，催命判官李立，船火兒張橫，浪裡白條張順，沒遮攔穆弘，小遮攔穆春，出洞蛟童威，翻江蜃童猛，病大蟲薛永，通臂猿侯健。
- 梁山嘉賓十七人：托塔天王晁蓋，小李廣花榮，鎮三山黃信，錦毛虎燕順，矮腳虎王英，白面郎君鄭天壽，赤髮鬼劉唐，立地太歲阮小二，短命二郎阮小五，活閻羅阮小七，小溫侯呂方，賽仁貴郭盛，石將軍石勇，白日鼠白勝，旱地忽律朱貴，摸著天杜遷，雲裡金剛宋萬。